# Scheifling
Scheifling is een gemeente in de Oostenrijkse deelstaat Stiermarken, en maakt deel uit van het district Murau.
Scheifling telt 1631 inwoners.

## Geboren
- Gernot Jurtin (1955-2006), Oostenrijks voetballer

Stadsgemeenten:
Murau ·
Oberwölz

Marktgemeenten:
Mühlen ·
Neumarkt in der Steiermark ·
Sankt Lambrecht ·
Sankt Peter am Kammersberg
Scheifling ·

Overige gemeenten:
Krakau ·
Niederwölz ·
Ranten ·
Sankt Georgen am Kreischberg ·
Schöder ·
Stadl-Predlitz ·
Teufenbach-Katsch
- Gemeinsame Normdatei: 7749421-0
- Library of Congress Control Number: n79069428
- Nationale Bibliotheek van Israël: 987007564237005171
- Virtual International Authority File: 168333928
- WorldCat: E39PBJdM8PrP9kgRYw7TbQBdcP